# Пун-Анжерон, Мишель
Мишель Янник Пун-Анжерон (англ. Michel Yannick Poon-Angeron; 19 апреля 2001, Санта-Круз, Тринидад и Тобаго) — тринидадский футболист, полузащитник.

## Карьера
Воспитанник аргентинского «Банфилда», в системе которого Пун-Анжерон начал свою карьеру. В 2023 году полузащитник вернулся на родину в «Порт-оф-Спейн», но вскоре он принял предложение из Сальвадора.

### В сборной
31 января 2021 года Пун-Анжерон дебютировал за сборную Тринидада и Тобаго. В своем дебютном поединке за «воинов сока», национальная команда в экспериментальном составе сокрушительное поражение в товарищеском матче от США со счетом 0:7. Несмотря на столь неудачное начало, в дальнейшем хавбек продолжил получать регулярные вызовы в расположение сборной.

## Достижения
- Чемпион Тринидада и Тобаго (1): 2023/24.